# Lieutenant Pie's Love Story
Lieutenant Pie's Love Story è un cortometraggio muto del 1913 diretto da Hay Plumb.

## Trama
Il tenente Pie e i suoi uomini salvano una ragazza da un rapimento.

## Produzione
Il film fu prodotto dalla Hepworth.

## Distribuzione
Distribuito dalla Hepworth, il film - un cortometraggio di 236 metri - uscì nelle sale cinematografiche britanniche nell'aprile 1913.
Fu distrutto nel 1924 dallo stesso produttore, Cecil M. Hepworth. Fallito, in gravissime difficoltà finanziarie, Hepworth pensò in questo modo di poter almeno recuperare il nitrato d'argento della pellicola.